# Festmeter
Der Festmeter (fm oder F) ist ein Raummaß, das als ein Kubikmeter (1 m³) fester Holzmasse (ohne Zwischenräume) definiert ist. Es findet typischerweise Verwendung als Maßeinheit für Rundholz, also in aller Regel nicht weiter verarbeiteter Stammstücke gefällter Bäume. Demgegenüber ist der Raummeter (rm, R) bzw. Ster das entsprechende Maß für aufgeschichtetes (Brenn-)Holz einschließlich seiner Zwischenräume, mit anderen Worten das Maß für seinen tatsächlichen Platzbedarf.

## Zulässigkeit der Maßeinheit
In der holzwirtschaftlichen Praxis ist der Festmeter als Raummaß allgemein üblich.
- In der Bundesrepublik Deutschland war – gemäß der Ausführungsverordnung zum Gesetz über Einheiten im Messwesen vom 26. Juni 1970 – die Einheit „Festmeter“ als „besonderer Name“ für den Kubikmeter bei „Volumenangaben für Langholz, errechnet aus Stammlänge und Stammdurchmesser“ bis zum 31. Dezember 1977 rechtlich zulässig. Gesetzlich zulässige Volumeneinheiten sind seitdem nur noch Kubikmeter und Liter sowie die mit SI-Vorsätzen bezeichneten dezimalen kleineren oder vielfachen Teile davon.
- In Österreich wird der Festmeter in der ÖNORM L 1021 Vermessung von Rundholz definiert.
- Der Raummeter wird nach wie vor in Holzwirtschaft und holzwirtschaftlichem Regelwerk verwendet.

## Ermittlung
Abgeleitet von der Volumenberechnung eines geraden Kreiszylinders (Grundfläche × Höhe) wird das Maß Festmeter als Produkt von Stammlänge und Kreisfläche in der Mitte der Stammlänge (ohne Übermaß) berechnet (Hubersche Formel).
{\displaystyle V={\frac {\pi }{4}}\cdot d^{2}\cdot L}
- {\displaystyle V}: Volumen in Festmeter
- {\displaystyle \pi }: {\displaystyle \approx 3{,}1416} (Kreiszahl)
- {\displaystyle d}: Durchmesser in Meter
- {\displaystyle L}: Länge in Meter

In Deutschland wird der Durchmesser in der Mitte der Stammlänge ohne Übermaß gemessen. Bei Stämmen bis 19 cm ohne Rinde wird einmal waagerecht gemessen, bei Stämmen mit größerem Durchmesser wird 2-mal im rechten Winkel zueinander gemessen und anschließend der Mittelwert beider Messwerte bestimmt (Asymmetrie). Entgegen der Rundungsregel wird dabei jede einzelne Messung grundsätzlich auf ganze Zentimeter abgerundet. Hieraus wird das Mittel gebildet und nochmals auf ganze Zentimeter abgerundet.
Die Länge (Bestell-, Stammlänge) wird auf ganze Meter, halbe Meter oder Dezimeter abgerundet. Zusätzlich muss die Stammlänge ein Übermaß von mindestens 1 % aufweisen, welches bei der Messung nicht berücksichtigt wird. Je nach vereinbarter Messregel kann ein Stamm, der beispielsweise eine tatsächliche Stammlänge von 9,94 m aufweist, eine „Verrechnungslänge“ von 9,0 m, 9,5 m oder 9,8 m aufweisen.
Es ist zu beachten und anzugeben, ob es sich um Festmeter mit Rinde (m. R.) oder ohne Rinde (o. R.) handelt. Wurde der Mittendurchmesser in Rinde gemessen und Festmeter ohne Rinde verrechnet, so ist zur Berechnung des Festgehalts noch ein sogenannter „Rindenabzug“ anhand einer Tabelle durchzuführen.
Das errechnete Volumen wird auf mindestens 2 Dezimalstellen gerundet. Je mehr die Stammform einem Zylinder gleicht, desto eher entspricht der Festgehalt dem tatsächlichen Stammvolumen.
Nachdem der Großteil des Stammholzes in Deutschland mittlerweile mit Vollerntern (Harvestern) aufgearbeitet wird, findet die Volumenermittlung und Gütebeurteilung großteils im Sägewerk auf stationären, geeichten Anlagen statt. Für die Vermessung und Sortierung von Stammholz im Sägewerk (Werksvermessung) wurde 2005 die Rahmenvereinbarung für die Werksvermessung von Stammholz zwischen dem Deutschen Forstwirtschaftsrat und dem Verband der Deutschen Säge- und Holzindustrie (VDS) als bundesweit gültiges Regelwerk für die automatisierte Rundholz-Vermessung geschlossen. Diese ersetzt den gemeinsamen Anforderungskatalog zur Werksvermessung aus dem Jahr 1994. Hierbei wurden im Wesentlichen die Gepflogenheiten der Vermessung im Wald übernommen.

## Weitere Holzmaße auf Basis des Festmeters
Vorratsfestmeter (Vfm)
wird gemessen mit Rinde, Angabe des Holzvorrates eines stehenden Baumes oder eines stehenden Waldes oder Baumbestandes und erfasst nur das Holz über der sog. Derbholzgrenze (sieben Zentimetern Durchmesser, am schwächeren Ende gemessen).
Erntefestmeter (Efm)
entspricht einem Vorratsfestmeter abzüglich ungefähr zehn Prozent Rindenverluste und zehn Prozent Verluste bei der Holzernte. Für die Umrechnung von Vorratsfestmeter in Erntefestmeter gibt es baumartenspezifische Umrechnungsfaktoren. Der Zusatz D. o. R. bedeutet Derbholz ohne Rinde, also mit einem Durchmesser von mindestens sieben Zentimetern.
Schichtfestmeter (Sfm)
ist 1 m³ aufgestapeltes, ofenfertig kurz geschnittenes Scheitholz. Durch die kurze Scheitholzlänge sind weniger und kleinere Lufträume als beim Raummeter vorhanden. Das Holz ist im Gegensatz zum Schüttraummeter ordentlich gestapelt.
In der Rohholzwirtschaft ist folgende Bezeichnung üblich (Zustand ist die Anlieferungsform, Mess- und Verrechnungsmaß die gewünschte Ausgangsqualität für die Weiterverarbeitung):
| Maßeinheit | Zustand                      | Mess- und Verrechnungsmaß    |
| ---------- | ---------------------------- | ---------------------------- |
| F          | M (mit Rinde) O (ohne Rinde) | M (mit Rinde) O (ohne Rinde) |

FMO bezeichnet beispielsweise also Festmeter, mit Rinde geliefert, ohne Rinde weiterverwendet.
Diese Angaben braucht man für Umrechnungsfaktoren der Praxis:
Für die Gewichtsvermessung von Industrieholz (also Schleif- und Faserholzindustrie sowie im Bioenergiebereich) werden beispielsweise bei Fichte/Tanne 475 kg/FMO zur Umrechnung herangezogen, bei Buche (Rotbuche) 707 kg/FMO, und 427 kg/FOO respektive 650 kg/FOO.